# Catonephele orites
Catonephele orites is een vlinder uit de familie Nymphalidae. De wetenschappelijke naam van de soort is voor het eerst geldig gepubliceerd in 1898 door Hans Ferdinand Emil Julius Stichel.